# Монтанье, Люк
Люк Антуа́н Монтанье́ (фр. Luc Antoine Montagnier; 18 августа 1932, Шабри, Франция — 8 февраля 2022, Нёйи-сюр-Сен, Франция.) — французский вирусолог, кавалер ордена Почётного легиона, лауреат Нобелевской премии в области медицины и физиологии 2008 года, которую он разделил с Харальдом цур Хаузеном и Франсуазой Барре-Синусси. Вместе с Барре-Синусси открыл в 1983 году ретровирус ВИЧ, вызывающий у человека ВИЧ-инфекцию. Начиная с 2000-х годов разрабатывал ряд концепций, характеризуемых как псевдонаучные.
Член Французской академии наук.

## Биография
Люк Монтанье родился в городе Шабри около Тура в семье бухгалтера. Его отец был энтузиастом науки и по выходным занимался экспериментированием в подвале собственного дома. Монтанье окончил колледж Шатейеро и в 1953 году окончил Университет Пуатье, где получил эквивалент бакалавра в естественных науках. Через два года он окончил Университет Парижа со степенью магистра. Затем он работал ассистентом на факультете наук в Сорбонне и преподавал на кафедре физиологии, где в 1960 году защитил диссертацию. В том же году Монтанье получил позицию в Национальном центре научных исследований (CNRS), но предпочёл поехать в Великобританию на научную стажировку, где проработал три с половиной года в Каршолтоне (англ. Carshalton).
Вместе с Сандерсом (F. K. Sanders) Монтанье изучал вирусную РНК и обнаружил, что в результате репликации одноцепочечной РНК может образовываться двухцепочечная. Это является необходимым шагом в последующей обратной транскрипции и образовании ДНК, что позволяет вирусу встраиваться в генный материал клетки хозяина. Это стало важным открытием вирусологии того времени.
С 1963 по 1965 год Монтанье работал в Институте вирусологии в Глазго (Шотландия) с Яном Макферсоном, где в 1964 году обнаружил, что агар, гелеобразный экстракт из красных водорослей, является прекрасным субстратом для культивирования раковых клеток. Эта методика стала классической в исследованиях онкогенов и клеточной трансформации.
В 1965—1972 годах Монтанье был директором лаборатории в Институте радия (ныне Институт Кюри) в Орсе. В 1972 году он основал и стал директором отдела вирусной онкологии в Институте Пастера. Основным научным направлением Монтанье стало исследование ретровирусов как потенциальной причины развития рака. Ретровирусы, которые содержат свою генетическую информацию в виде РНК содержат фермент обратную транскриптазу, которая синтезирует ДНК из РНК. Это позволяет вирусу встраиваться в клетку хозяина, но для собственного размножения вирус заставляет клетку хозяина пролиферировать, вызывая образование злокачественной опухоли. Кроме этого, Монтанье в сотрудничестве с Эдвардом де Мейером и Жаклин де Мейер выделил мРНК интерферона, являющегося первым противовирусным барьером организма. В дальнейшем это позволило проклонировать гены интерферонов и получить их в количестве достаточном для их исследования.
В 1983 году Монтанье и коллеги опубликовали работу, в которой описали новый вирус, названный ими LAV («вирус, ассоциированный с лимфаденопатией»), позднее названный HIV (ВИЧ). За открытие вируса иммунодефицита человека Монтанье и его коллега Ф. Барре-Синусси в 2008 году получили Нобелевскую премию в области физиологии и медицины. Однако это присуждение вызвало разногласия в научном сообществе, так как одновременно с французской группой и независимо от неё вирус был открыт американцем Робертом Галло.
В 1990 году Монтанье был принят во Французскую академию наук в статусе члена-корреспондента, а в 1996 году — члена ФАН.

### Деятельность на пенсии
В 2000-х годах Монтанье увлёкся псевдонаучной концепцией Жака Бенвениста (фр. Jacques Benveniste) о «памяти воды». Развивая идею Бенвениста, Монтанье высказал идею о том, что ДНК излучает низкочастотные электромагнитные волны, которые модифицирует воду и эта вода передаёт генетическую информацию другим организмам, и проводил исследования с целью доказать это. Он придерживался идеи, что гомеопатические разведения ДНК также излучают электромагнитные волны, и хотел использовать их для диагностики хронических заболеваний.
Монтанье также пропагандировал антинаучные методы лечения СПИДа биодобавками и антиоксидантами. Высказывания Монтанье с радостью подхватили ВИЧ-диссиденты.
В конце 2000-х годов Монтанье вышел на пенсию и уехал исследовать «излучение ДНК» в Китае, где ему было предоставлено соответствующее финансирование.
В 2009 году Монтанье объявил об открытии механизма «воспроизводства ДНК» посредством «квантового отпечатка», который подпадает под определение квантовой телепортации. Научное сообщество отнеслось к его заявлению с недоверием, учёные потребовали в доказательство его слов раскрыть все данные исследования (в статье doi:10.1007/s12539-009-0036-7 он описан только в общих чертах), а получив отказ, некоторые учёные обвинили Монтанье в шарлатанстве.
В 2010 году Монтанье заявил о причине аутизма в излучении ДНК бактерий, которое через запомнившую это излучение воду вызывают аутизм. На изучение этой противоречащей известным научным данным концепции Монтанье получил грант в Институте изучения аутизма в Сан-Диего в США (ARI). Это его заявление вызвало возмущение специалистов. Эксперты выразили опасения, что его высокий статус нобелевского лауреата ослепляет инвесторов, что приведёт к бессмысленному расходованию средств на исследование альтернативных науке методов.
В мае 2012 года Монтанье участвовал в съезде антивакцинаторов, после чего 35 нобелевских лауреатов выступили против руководства Монтанье африканским центром борьбы со СПИДом в Камеруне (англ. Chantal Biya International Reference Centre), возмущённые его поддержкой антивакцинаторских движений и псевдонаучными идеями. Монтанье вступил в должность руководителя центра в марте 2012 года и вскоре добавил в план исследований в качестве «ключевого проекта» свою тему детектирования ВИЧ электромагнитными волнами в обход научного совета центра, распущенного во время реорганизации и не воссозданного.
В 2014 году Монтанье организовал семинар адептов памяти воды, гомеопатов и сторонников других псевдонаучных концепций в здании ЮНЕСКО, где располагается его офис главы Всемирного фонда исследований и борьбы со СПИДом (англ. World Foundation for AIDS Research and Prevention). Американский блогер Энди Льюис (англ. Andy Lewis) обвинил Монтанье в увлечении, а ЮНЕСКО — в поддержке псевдонауки, в результате общественного резонанса представитель ЮНЕСКО публично открестился от собрания псевдоучёных, объяснив, что оно организовано Монтанье и его фондом, а не ЮНЕСКО.
В апреле 2020 года Монтанье заявил, что коронавирус SARS-CoV-2 имеет искусственное происхождение.
Крупные учёные критиковали Монтанье за поддержку антивакцинаторства и отход от научных позиций. Он возражал, называя критику «персональными нападками», «ложью» и «гнусной кампанией».
Некоторые ненаучные концепции Монтанье:
- вода сохраняет «память» о патогенах, которых в ней больше нет;
- участки ДНК патогенов излучают электромагнитные волны, которые могут быть использованы для диагностики заболеваний;
- антиоксиданты и пищевые добавки стимулируют иммунитет, что может помочь людям бороться со СПИДом.

## Награды
- 1973 — Серебряная медаль Национального центра научных исследований
- 1986 — Премия Ласкера-Дебейки по клиническим медицинским исследованиям
- 1986 — Премия Кёрбера
- 1986 — Премия Шееле
- 1986 — Louis-Jeantet Prize for Medicine[англ.]
- 1987 — Международная премия Гайрднера
- 1988 — Премия Японии
- 1990 — Karl Landsteiner Memorial Award[англ.]
- 1993 — Международная премия короля Фейсала
- 1993, 2008 — Большая золотая медаль SEP
- 1994 — Премия Хейнекена по медицине
- 1997 — Премия Фонда Уоррена Алперта[англ.]
- 2000 — Премия принца Астурийского
- 2008 — Нобелевская премия по физиологии или медицине